# Windows 93
Windows 93, también estilizado como Windows93 es un sitio web diseñado para parecer y funcionar como un sistema operativo, a menudo llamado sistema operativo web. Está desarrollado por Jankenpopp y Zombectro. Presenta varias aplicaciones con memes principalmente de principios de la década de 2000. Se utilizan para representar cómo era Internet durante esa época. Windows 93 comenzó cuando Jankenpopp le propuso a Zombectro trabajar juntos en un SO Web.

## Historia

### Versión 0
La versión 0 era el prototipo que Jankenpopp envió a Zombectro. Incluía las ventanas básicas y el menú de inicio interactivo.

### Versión 1
La versión 1 fue el primer lanzamiento real de Windows93, añadía más funcionalidad a las ventanas y al menú de inicio y añadía un montón de aplicaciones meme (38 aplicaciones en total). Sin embargo, no sería hasta la Versión 2 que se añadirían los archivos locales.

### Versión 2
La versión 2 es la versión previa de Windows 93. Fue lanzado públicamente el 10 de junio de 2017. La versión 2 añadió muchas características a Windows93. La más notable fue la unidad A: que te permitiría almacenar archivos, ejecutar JS personalizados y aplicar CSS personalizados. Fue por esta época que el aspecto social de Windows 93 comenzó con cosas como Trollbox (Chat en línea introducido con la Versión 2. Fue la primera aplicación social introducida oficialmente por los desarrolladores, con la participación de un centenar de usuarios regulares cada día, Trollbox se considera el corazón de la comunidad de Windows93) y Bindowzuchan. También debido al aspecto social se empezó a formar una comunidad alrededor de Windows93, compartiendo temas y aplicaciones personalizadas entre ellos.

### Versión 3 (Beta público)
Es la versión actual de Windows 93, está en beta público que fue lanzado el 14 de febrero del 2023 escrita con una estructura llamada "Sys42". Se borraron todas las aplicaciones (excepto Hydra) e hicieron nuevas aplicaciones.

## Popularidad
Tras su lanzamiento a finales de octubre de 2014, Windows 93 se hizo viral a través de las redes sociales, los blogs y la prensa y federó a más de 4.000.000 de usuarios en todo el mundo en solo 2 semanas.

## Aplicaciones
La página web contiene muchas aplicaciones no exactamente útiles:
- Terminal: Sirve para ejecutar comandos
- Cat Explorer: Explorador de internet semi-funcional, la mayoría de páginas no funcionan y suelen ser una copia de Wikipedia
- Trollbox: Es un chat en vivo, Antes no funcionaba pero volvio a funcionar, Debido a una desconocida razón.
- 93 Realms: RPG basado en texto, semi-activo
- ANSI Love: Explorador de Imágenes
- ASCII Gallery: Galería de imágenes hechas con caracteres
- MIDI Jukebox: Reproductor de canciones pregrabadas
- Potato.yt: Un vídeo de YouTube
- Recorder: Grabadora de audio
- Piskel: Básicamente Paint
- CodeMirror: IDE para programar, perfectamente funcional
- HexEd: Editor de Hexadecimal
- 3D: Crea un texto 3D que dice: Windows93
- Calc: Calculadora
- Bananamp: Reproductor general de audio
- SAE: Emulador
- Maze 3D: Laberinto hecho con caracteres
- Poney Jockey: Reproductor de sonidos meme
- Byte Beat: Creador de música
- Puke Data: ????
- Speech: Sintetizador de voz
- LSDJ: Little Sound DJ - Modo De Prueba... Ni idea
- Nanoloop: Alguna especie de juego
- Glitch GRLZ: Juego roto, no se puede jugar
- FX: Añade efectos a la pantalla
- PokéRainbow: Juega a 4 juegos a la vez!
- Robby: Simulador de ladrón con ASCII
- Take this: Imágenes meme y otra cosa
- Pokéglitch: Pokémon con glitches?
- What if: ...
- Virtual PC: Windows93 virtual
- Hampster: GIFs de hámsteres con música

### Nuevas aplicaciones (actualizaciones de la versión 3)

###### Chess960
Juego de chess.

###### Datamosh
Una programa de cámara con un efecto raro.

###### Diapson
Juego que simula varios instrumentos con la función *Retrig Note* para tocar una nota indefinidamente (al menos que el usuario desactive la función, cambie de nota o cierre la aplicación).

###### Hydra
Un "malware" que se divide en dos cuando el usuario trata de cerrarlo.

###### I Know Basic
Programa que utiliza la programación para diferentes archivos que sirven para diferentes cosas, existen 3 carpetas con todos los archivos.

###### ImageViewer
Visualizador de imágenes. Para ir a ver imágenes, se puede importar desde el sistema real del usuario o seleccionar la opción "File"y seleccionar "Open", en la carpeta predeterminada no se ve nada, por lo que el usuario debe salir de la carpeta presionando el botón de la flecha que apunta hacia arriba al noroeste del explorador de archivos.

###### Karaoké
TV de karaoké con las versiones karaoké de ciertas canciones famosas con algunas opciones para editarlas.

###### MediaPlayer
Visualizador de audio.

###### TextEdit
Programa que imita el bloc de notas.

## Enlaces
1. https://windows93.net